# Finlandslagen
Finlandslagen kan ha varit en av de svenska landskapslagarna. I företalet till den tryckta utgåvan av landslagen 1609 angavs att man hade för avsikt att låta trycka även bland andra Ölands, Smålands, Värmlands, Närkes och Finlands och flera landsändars lagböcker så snart man kunde komma över några trovärdiga exemplar. Både Hälsingelagen och Upplandslagen tycks ha tillämpats i Finland. Finland hade tidvis en egen lagman, men mer är inte bekant om Finlandslagen, om den över huvud taget har existerat som en självständig lag.